# Dennis Banks
Dennis Banks o Nowa Cumig (Reserva Leech Lake, Minnesota, 1932 - 29 d'octubre de 2017) va ser un actor i activista amerindi d'ètnia anishinaabemowin. Fou un dels fundadors de l'American Indian Movement (AIM) amb Clyde Bellecourt i Russell Means. El 1972 organitzà el Trail of Broken Treaties. També fou un dels caps del moviment a Wounded Knee el 1973 i encoratjà moltes demandes per terres contra el govern federal. Donà suport a totes les reclamacions índies contra el govern federal, i per violar les lleis de Dakota del Sud donant suport la reclamació dels onondaga fou empresonat 18 mesos el 1985. El 1994 encapçalà la Marxa per la Justícia d'Alcatraz a Washington, dirigí el comitè a favor de la llibertat de Leonard Peltier, i com a actor va participar en films com Last of the Mohicans o Thunderheart.